# Sampler (nhạc cụ)

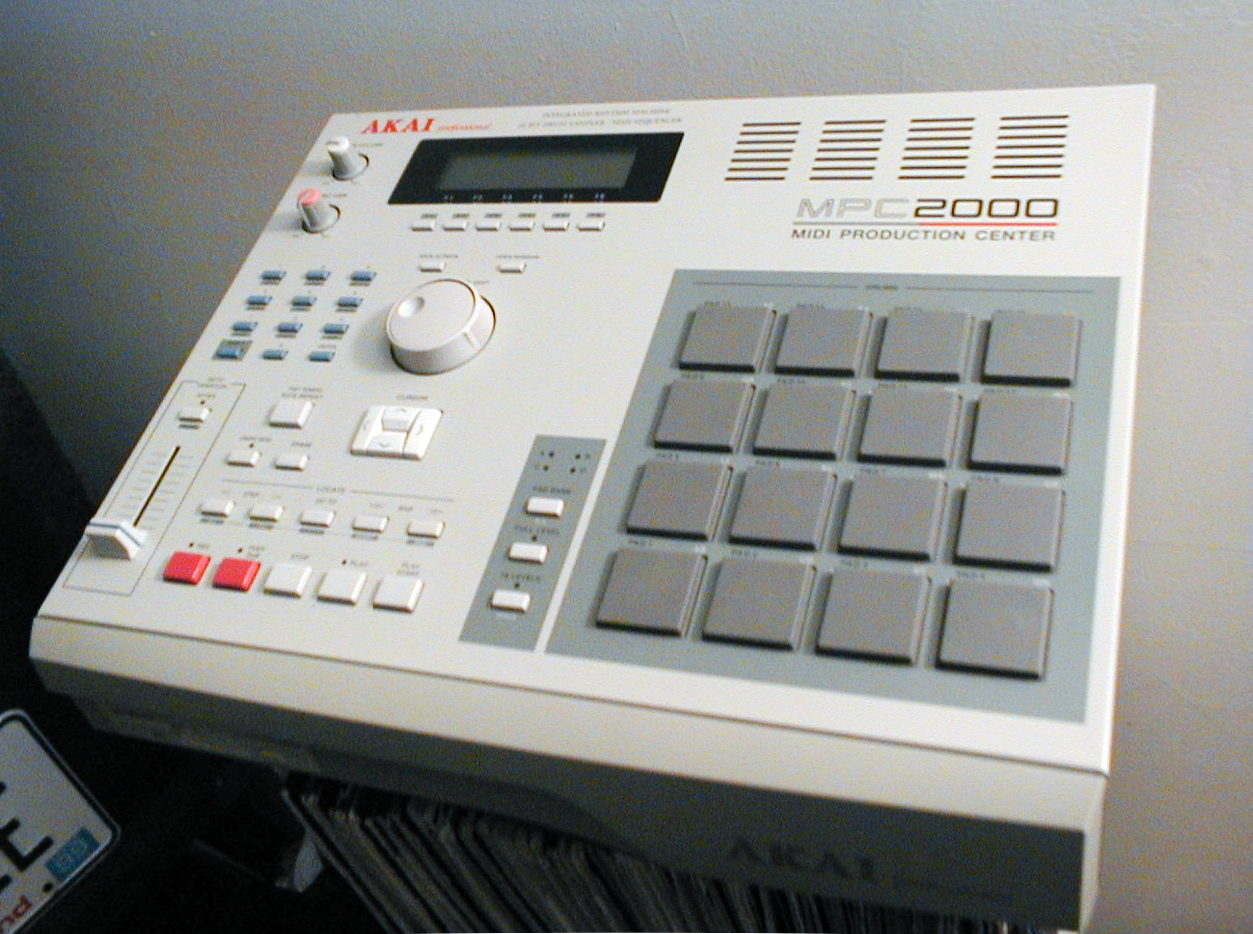
Một chiếc đàn sampler AKAI MPC2000 (1997)

Sampler là nhạc cụ điện tử hoặc kỹ thuật số sử dụng bản ghi âm (hoặc "mẫu") âm thanh từ nhạc cụ thực (ví dụ: piano, violin hoặc kèn), trích đoạn từ các bài hát đã ghi âm (ví dụ: một đoạn 5 giây riff của đàn guitar bass từ một bài hát funk) hoặc âm thanh tìm thấy (ví dụ: còi báo động và sóng biển). Các mẫu được tải hoặc ghi lại bởi người sử dụng hoặc bởi một nhà sản xuất. Sau đó, những âm thanh này sẽ được phát lại bằng chính chương trình lấy mẫu, bàn phím MIDI, bộ sắp thứ tự âm nhạc hoặc một thiết bị kích hoạt khác (ví dụ: trống điện tử) để biểu diễn hoặc soạn nhạc. Bởi vì những mẫu này thường được lưu trữ trong bộ nhớ kỹ thuật số nên có thể truy cập thông tin nhanh chóng. Một mẫu đơn thường có thể đượcchuyển cao độ sang các cao độ khác nhau để tạo ra các âm thanh âm giai và hợp âm.
Thông thường các trình lấy mẫu cung cấp bộ lọc, đơn vị hiệu ứng, điều chế thông qua dao động tần số thấp và các quy trình giống như bộ tổng hợp khác để có thể sửa đổi âm thanh gốc theo nhiều cách khác nhau. Hầu hết các trình lấy mẫu đều có khả năng Multitimbrality – chúng có thể đồng thời phát lại các âm thanh khác nhau. Mốt số là phức điệu – có thể chơi nhiều hơn một nốt nhạc cùng một lúc.

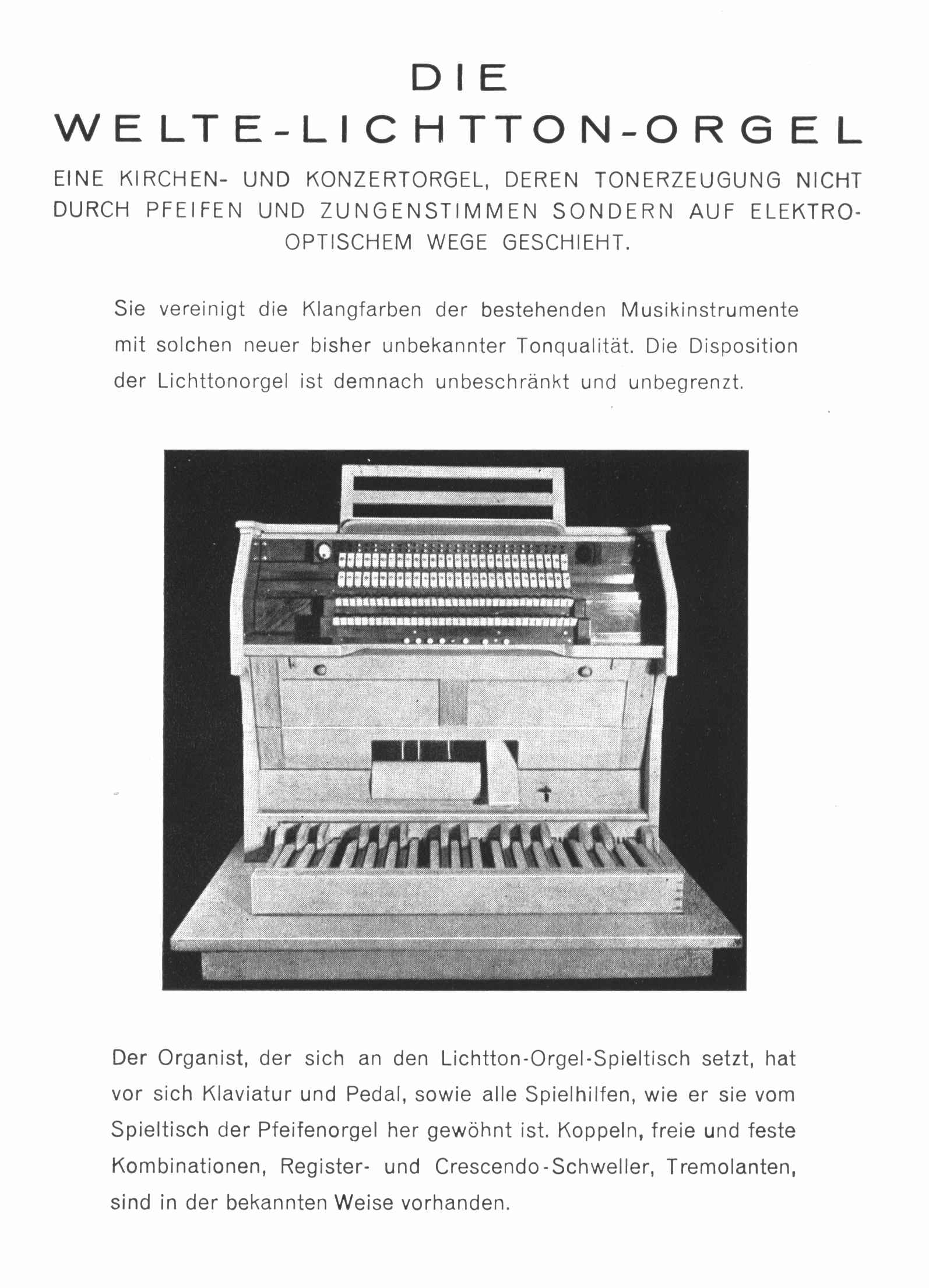
Licht-Ton Orgel (1936),
một ví dụ về sampling sử dụng tương tự như đĩa quang

## Lịch sử
Trước khi có các trình lấy mẫu dựa trên bộ nhớ máy tính, các nhạc sĩ đã sử dụng bàn phím phát lại băng để lưu trữ các bản ghi âm trên băng. Khi nhấn một phím, đầu tiếp xúc với băng sẽ chuyển động và phát âm thanh. Mellotron do một số nhóm sử dụng vào cuối thập niên 1960 và 1970 là mô hình đáng chú ý nhất, nhưng những hệ thống như vậy đắt và nặng do có nhiều cơ cấu băng liên quan và phạm vi của thiết bị vẫn bị giới hạn, nhất là ba quãng tám. Để thay đổi âm thanh, một bộ băng mới phải được lắp vào nhạc cụ. Sự xuất hiện của trình lấy mẫu kỹ thuật số đã làm cho việc lấy mẫu trở nên thực tế hơn nhiều.
Lấy mẫu kỹ thuật số được thực hiện sớm nhất là trên hệ thốngEMS Musys do Peter Grogono (phần mềm), David Cockerell (phần cứng và giao diện) và Peter Zinovieff (thiết kế và vận hành hệ thống) phát triển tại London (Putney) Studio c. 1969. Hệ thống chạy trên hai máy tính mini, Digital Equipment PDP-8. Chúng có một cặp bộ chuyển đổiD/A và A/D nhanh chóng. 12.000 (12k) byte bộ nhớ lõi (RAM), được sao lưu bằng ổ cứng 32k và bằng bộ lưu trữ băng (DecTape). Thiết bị EMS được sử dụng để điều khiển studio kỹ thuật số đầu tiên trên thế giới (EMS London (Putney) Studio), và việc lấy mẫu kỹ thuật số đầu tiên của họ được thực hiện trên hệ thống đó trong giai đoạn 1971-1972 cho "Chronometer" của Harrison Birtwistle phát hành năm 1975.

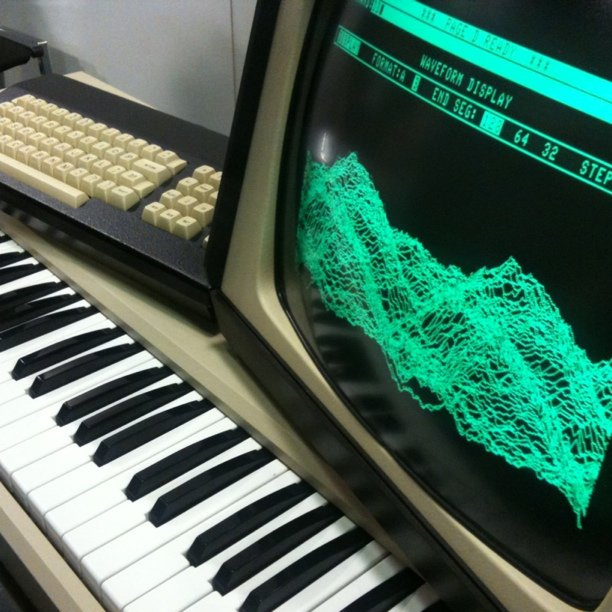
Fairlight CMI (1979–)